# Ateles belzebuth
Ateles belzebuth là một loài động vật có vú trong họ Atelidae, bộ Linh trưởng. Loài này được É. Geoffroy mô tả năm 1806.

## Hình ảnh

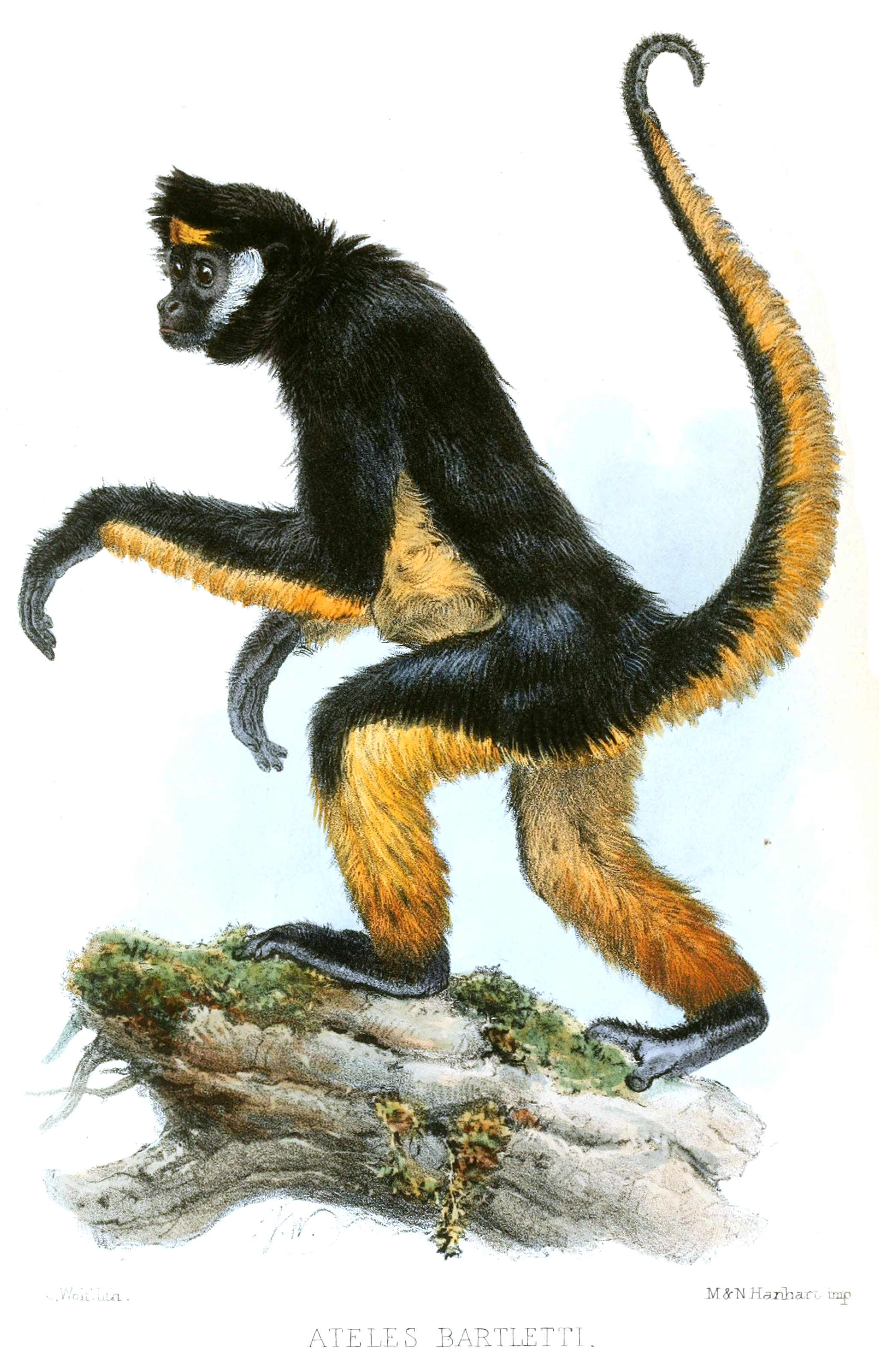
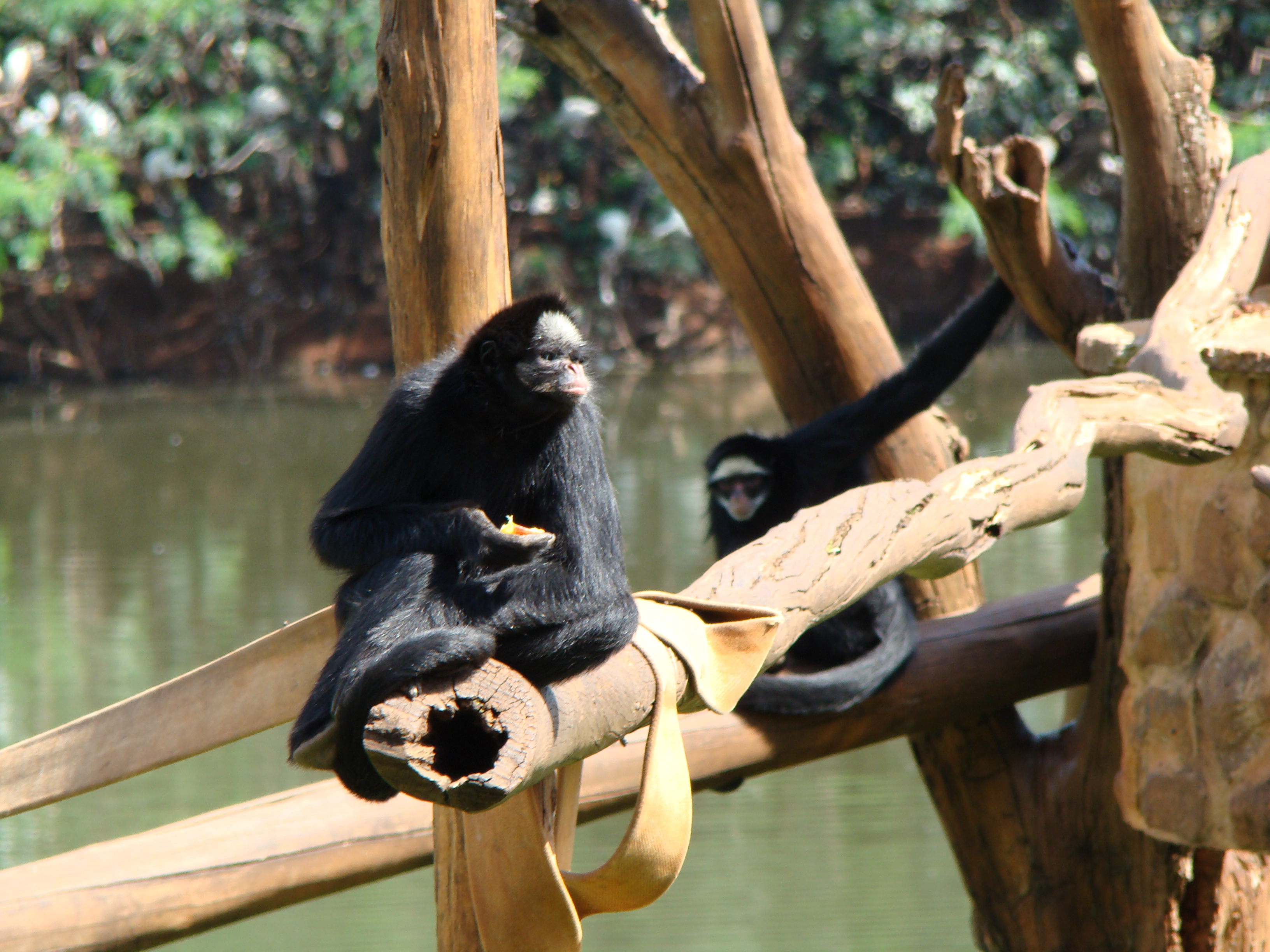
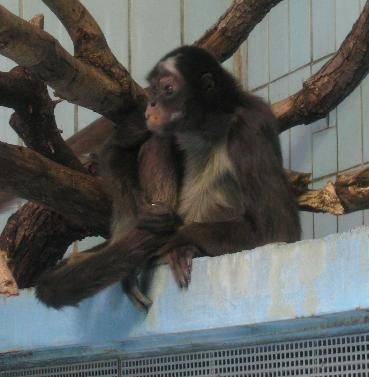
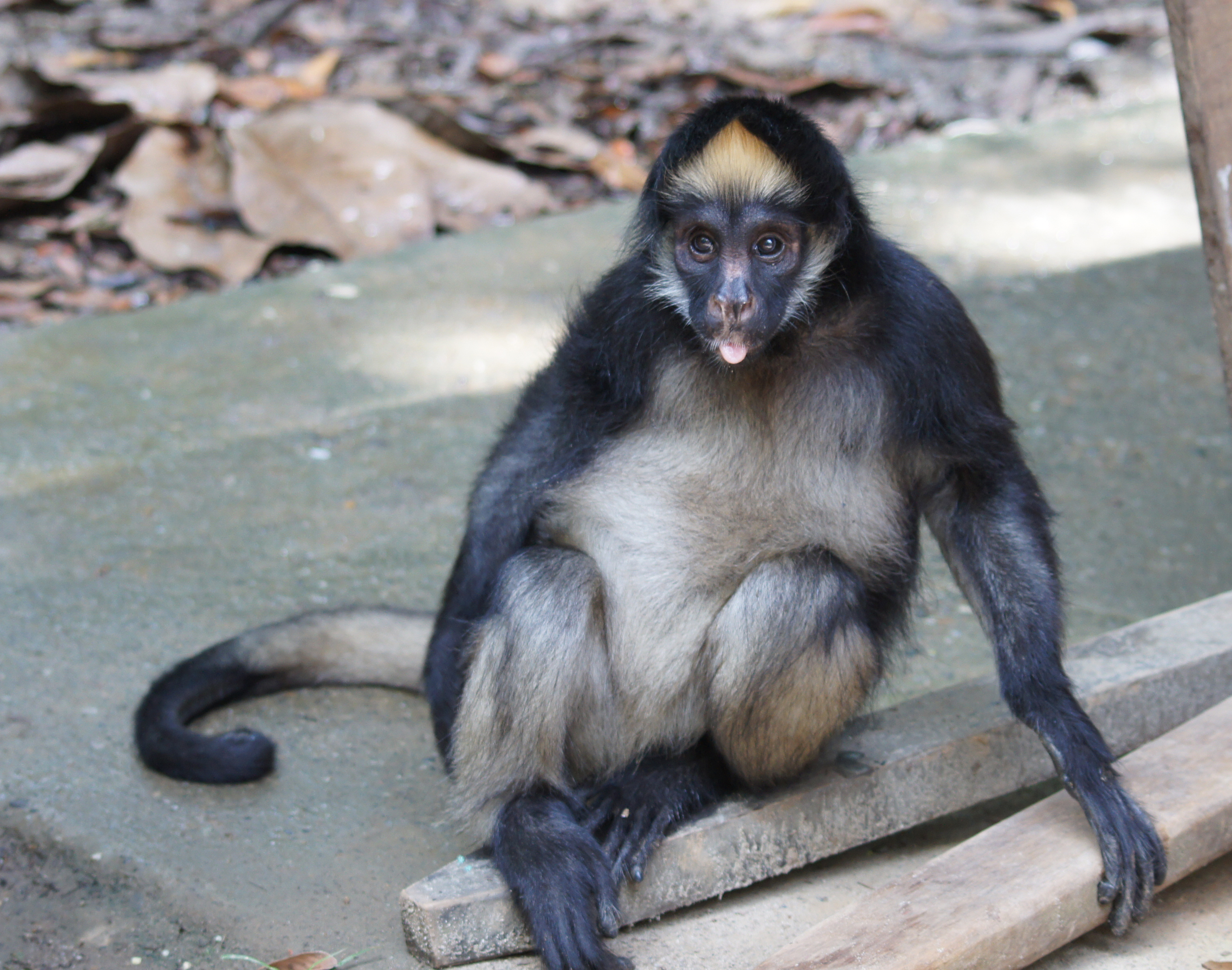